# ヴィタリック

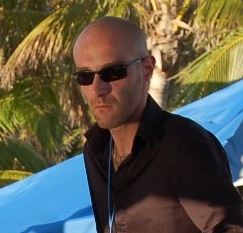
ヴィタリック

ヴィタリック（Vitalic、本名:パスカル・アルベズ・ニコラス、Pascal Arbez-Nicolas、フランス語発音: [paskal aʁbɛz nikɔla]、生誕: 1976年5月18日 - ）は、フランス、ディジョン出身のエレクトロ・ミュージシャン／プロデューサー。

## 概要
エレクトロクラッシュ～ニューレイヴなど、2000年代のダンス・ロックのクロスオーバー最盛を担う逸材として頭角を現す。「My Friend Dario」「La Rock 01」「Poney Part 1」などの一連のクラブ・ヒットを生み出したデビューアルバム『OK Cowboy』は、ダンス・ミュージック・シーンでも2005年最大級のトピックとなり、年間を通してチャートインするロング・セラーを記録した。
ギターサウンドを容赦なくサンプリングし、突破力抜群のロック・ダイナミズムを持った攻撃的なエレクトロ・ビートによって、広くテクノ～ロック方面へのリスナーアピールも強い。鏡と光でフロア一面を覆うという照明効果を駆使したアグレッシヴなライヴ・セットも高い評価を持ち、ジャスティスやソウルワックス、デジタリズムらとともにシーン屈指の俊英として、その楽曲はフロアでのヘビープレイを獲得している。
2005年のフジロック・フェスティバルで初来日。2007年にはサマーソニックに出演、翌08年には「岩盤ナイト」でも来日するなど、たびたび日本での公演も行っている。

## アルバム
- オーケー・カウボーイ（OK Cowboy）　2005年
- フラッシュモブ (Flashmob)　2009年
- レイヴ・エイジ (Rave Age) 2012年
- ディシダンス エピソード 1 (Dissidænce Episode 1) 2021年 Citizen Records/Clivage Music
- ディシダンス エピソード 2 (Dissidænce Episode 2) 2022年 Citizen Records/Clivage Music